# Campeonato Italiano de Rugby 1964-65
El Campeonato de Rugby de Italia de 1964-65 fue la trigésimo quinta edición de la primera división del rugby de Italia.

## Sistema de disputa
Los equipos se enfrentaron en condición de local y de visitante a cada uno de sus rivales.
El equipo que al finalizar el torneo se encuentre en la primera posición se declara automáticamente como campeón.
Mientras que los dos últimos equipos descenderán directamente a la segunda división.

## Desarrollo
- Tabla de posiciones:[1]

| Pos. | Equipo          | Encuentros | Encuentros | Encuentros | Encuentros | Tantos | Tantos | Tantos | Puntos |
| Pos. | Equipo          | PJ         | PG         | PE         | PP         | F      | C      | Dif    | Puntos |
| ---- | --------------- | ---------- | ---------- | ---------- | ---------- | ------ | ------ | ------ | ------ |
| 1.º  | Partenope Rugby | 22         | 20         | 0          | 2          | 287    | 134    | +153   | 40     |
| 2.º  | CUS Roma        | 22         | 16         | 3          | 3          | 158    | 63     | +95    | 35     |
| 3.º  | Rugby Parma     | 22         | 13         | 4          | 5          | 166    | 125    | +41    | 30     |
| 4.º  | Rugby Rovigo    | 22         | 12         | 4          | 6          | 186    | 56     | +130   | 28     |
| 5.º  | Fiamme Oro      | 22         | 12         | 2          | 8          | 140    | 95     | +45    | 26     |
| 6.º  | Rugby Milano    | 22         | 6          | 5          | 11         | 137    | 153    | -16    | 17     |
| 7.º  | Treviso         | 22         | 6          | 5          | 11         | 121    | 154    | -33    | 17     |
| 8.º  | Frascati Rugby  | 22         | 6          | 5          | 11         | 96     | 148    | -52    | 17     |
| 9.º  | Amatori Milano  | 22         | 7          | 3          | 12         | 126    | 202    | -76    | 17     |
| 10.º | Petrarca Padova | 22         | 6          | 4          | 12         | 132    | 159    | -27    | 16     |
| 11.º | CUS Firenze     | 22         | 4          | 2          | 16         | 123    | 175    | -52    | 10     |
| 12.º | CUS Genova      | 22         | 4          | 1          | 17         | 126    | 146    | -20    | 9      |

|  | Campeón.                 |
|  | Descendido a la Serie B. |

| Bandera de Italia       |
| Campeón Partenope Rugby |
| Primer título           |